# Географія Шрі-Ланки
Шрі-Ланка — південноазійська країна, що знаходиться на південному краї Індійського субконтиненту . Загальна площа країни 65 610 км² (122-ге місце у світі), з яких на суходіл припадає 64 630 км², а на поверхню внутрішніх вод — 980 км². Площа країни вдвічі більша за площу Харківської області України. 

## Назва
Офіційна назва — Демократична Соціалістична Республіка Шрі-Ланка, Шрі-Ланка (синг. ශ්‍රී ලංකා; там. இலங்கை). Назва країни походить від давньої назви однойменного острова санскр. श्री लंका, що зустрічається в епосах Махабхарата і Рамаяна, де «шрі» означає санскритський титул, поважний, шляхетний, а «ланка» — острів. В античні часи в Європі острів був відомий як Тапробан, що означає острів короля Равана. Арабська назва острова Серендіп, яка походить від слів «сіхалан діп», що означає Острів сигалів або просто гелів, оскільки так називали уродженців острова. Колишня назва острова і британської колонії до 1972 року, Цейлон (англ. Ceylon, порт. Ceilão), походить від слів «сінхала двіпа» (палі शिन्हल)), що означає острів сингалів.

## Географічне положення

Карта Шрі-Ланки від ООН

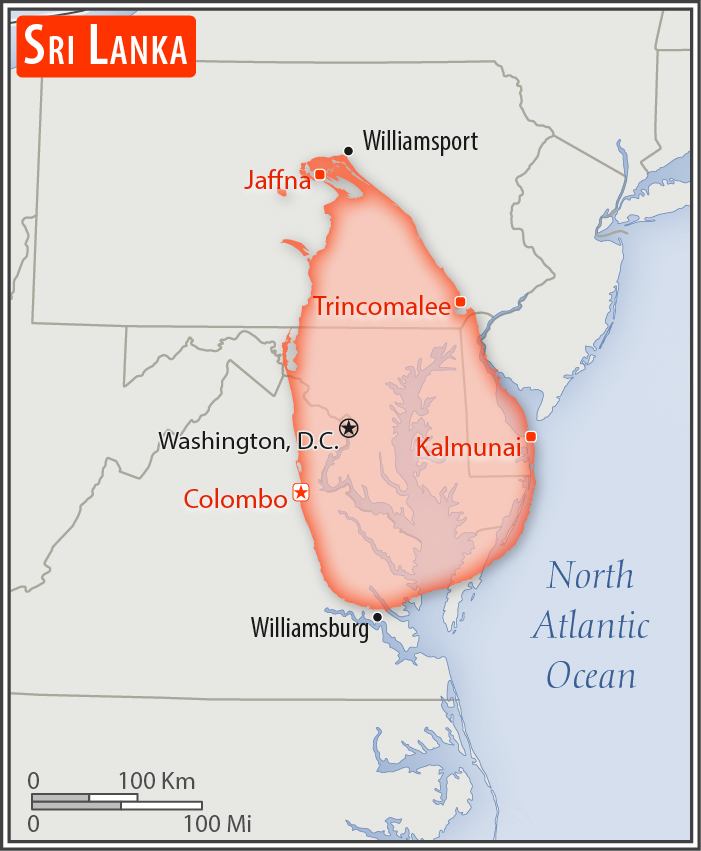
Порівняння розмірів території Шрі-Ланки та США

Шрі-Ланка — південноазійська острівна країна, що не має сухопутного державного кордону. Шрі-Ланка має форму гігантської сльози, витягнутої з півночі на південь на 445 км, а із заходу на схід на 225 км, яка падає з південного кінчика півострова Індостан. Відокремлений від Індії Полкською протокою шириною в 50 км. На сході Шрі-Ланка омивається водами Бенгальської затоки, на заході — Манарської затоки Індійського океану. Загальна довжина морського узбережжя 1340 км.
Згідно з Конвенцією Організації Об'єднаних Націй з морського права (UNCLOS) 1982 року, протяжність територіальних вод країни встановлено в 12 морських миль (22,2 км). Прилегла зона, що примикає до територіальних вод, в якій держава може здійснювати контроль необхідний для запобігання порушень митних, фіскальних, імміграційних або санітарних законів простягається на 24 морські милі (44,4 км) від узбережжя (стаття 33). Виключна економічна зона встановлена на відстань 200 морських миль (370,4 км) від узбережжя. Континентальний шельф — 200 морських миль (370,4 км) від узбережжя, або до континентальної брівки (стаття 76).

### Крайні точки
| Напрямок                | Розташування           | Координати                                                          |
| ----------------------- | ---------------------- | ------------------------------------------------------------------- |
| Північ                  | Поліканді, Пойнт Педро | 9°50′8″ пн. ш. 80°12′44″ сх. д. / 9.83556° пн. ш. 80.21222° сх. д.  |
| Південь                 | Мис Дондра             | 5°55′7″ пн. ш. 80°35′29″ сх. д. / 5.91861° пн. ш. 80.59139° сх. д.  |
| Схід                    | Санґаман Канда, Ампара | 7°1′20″ пн. ш. 81°52′45″ сх. д. / 7.02222° пн. ш. 81.87917° сх. д.  |
| Захід                   | Качатіву               | 9°23′ пн. ш. 79°31′ сх. д. / 9.383° пн. ш. 79.517° сх. д.           |
| Захід (основний острів) | near Калпітії          | 8°12′40″ пн. ш. 79°41′33″ сх. д. / 8.21111° пн. ш. 79.69250° сх. д. |

### Час
Час у Шрі-Ланці: UTC+5,5 (+3,5 години різниці часу з Києвом).

## Геологія
Територію Шрі-Ланки складають переважно стародавні кристалічні породи, стійкі до ерозійних процесів. Тут розрізняють сильно метаморфізовані і інтрузивні гірські породи. У будові півострова Джафна на крайній півночі країни і прибережних низовин на північному заході аж до Путталама беруть участь осадові породи. Поверхня півострова Джафна, який, по суті, являє собою піднятий риф, складена кораловими вапняками. У Шрі-Ланці місцями розвинуті четвертинні алювіальні відкладення, головним чином на прибережних низовинах, і особливо в районі лагун східного узбережжя і в дельті річки Махавелі.

### Корисні копалини
Надра Шрі-Ланки багаті на ряд корисних копалин: вапняк, графіт (в древніх метаморфічних породах Центрального масиву і південно-західній низовині), важкі метали, коштовне каміння (в алювіальних відкладеннях в південній частині), фосфати, каолін. Біля берегів здавна ведеться промисел перлів.

## Рельєф
Середні висоти — 228 м; найнижча точка — рівень вод Індійського океану (0 м); найвища точка — гора Підуруталагала (2524 м). У рельєфі острова виражена серія різновисотних ступенів — від прибережних низовин до Центрального гірського масиву, розташованого на півдні центральної частини острова. Територія, що піднята вище 1500 м над рівнем моря, розсічена розломами. Один з них складається з розрізнених ланок, які в цілому мають меридіональну орієнтацію; інший має дугоподібну форму і широтне простягання; в цілому вони схожі на якір, стрижень якого витягнутий з півночі на південь. Найвища точка країни — гора Підуруталагала (2524 м). Друга за висотою вершина — Кірігалпотта (2395 м). Але більш відомим є Пік Адама (2243 м), який знаходиться на південний захід від Підуруталагали. На сході є ще одна примітна гора — Намунакула (2036 м). У серединній області Центрального масиву крутосхилі гряди і глибоко врізані надзвичайно мальовничі долини перемежовуються з платообразними ділянками з пологими схилами. Подібна ситуація спостерігається, наприклад, в улоговинах Ува і Канді (обидві знаходяться на північ від широтного дугоподібного розлому і відповідно на схід і захід від меридіонального розлому). На південь і захід від широтного розлому представлена мозаїка пагорбів і долин. Прибережні низовини зазвичай відрізняються плавним хвилястим рельєфом, розчленованість якого зростає в міру наближення до Центрального гірського масиву. Проте в їх межах виділяються окремі останці, що іноді досягають досить великих розмірів. Особливо багато таких останців в східній і північно-центральній частинах острова. Низовини простягаються вузькими смугами вздовж західного і південно-західного берегів Шрі-Ланки, розширюються на сході і особливо на півночі, де переважають плоскі ділянки.

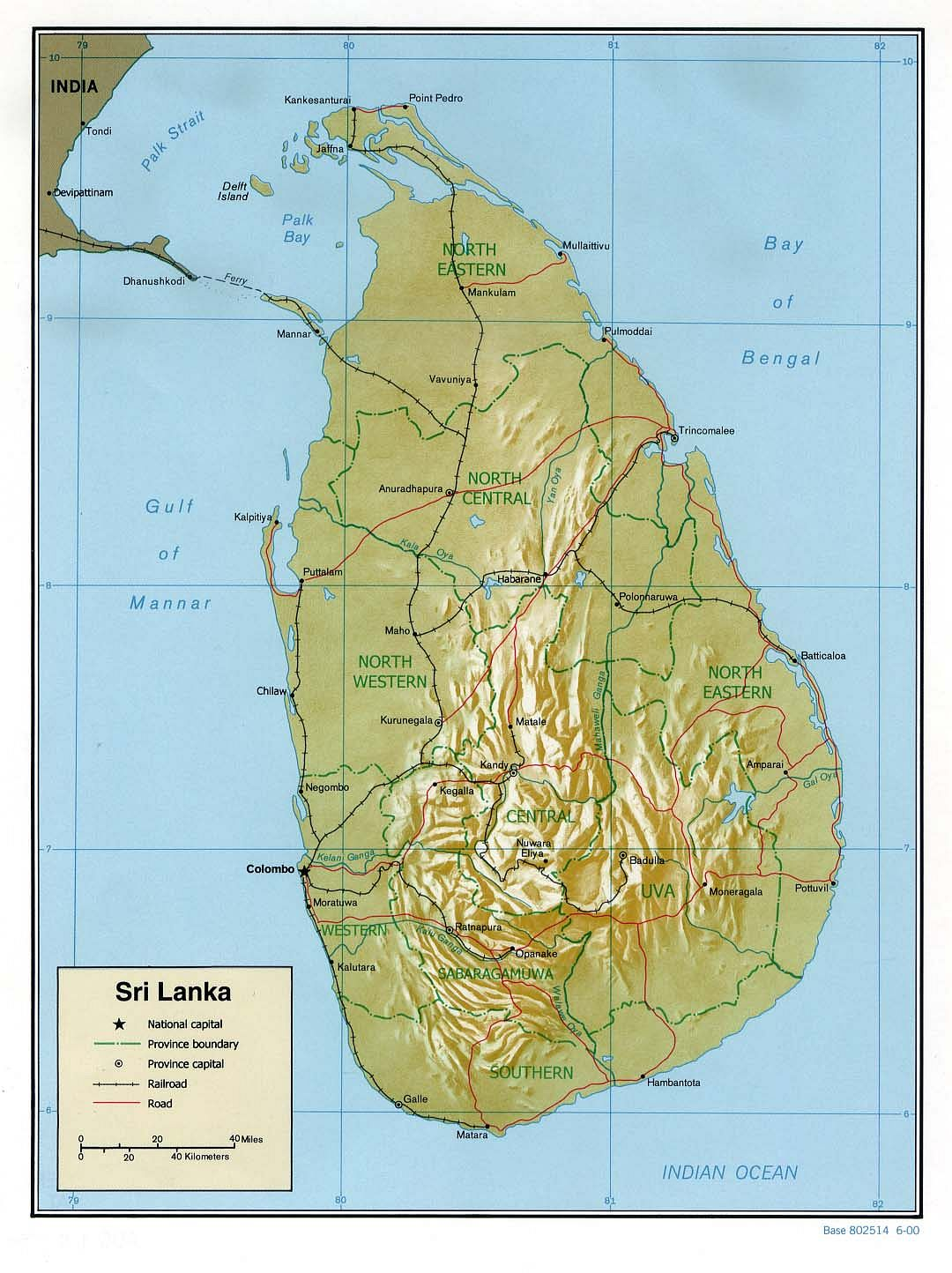
Рельєф Шрі-Ланки
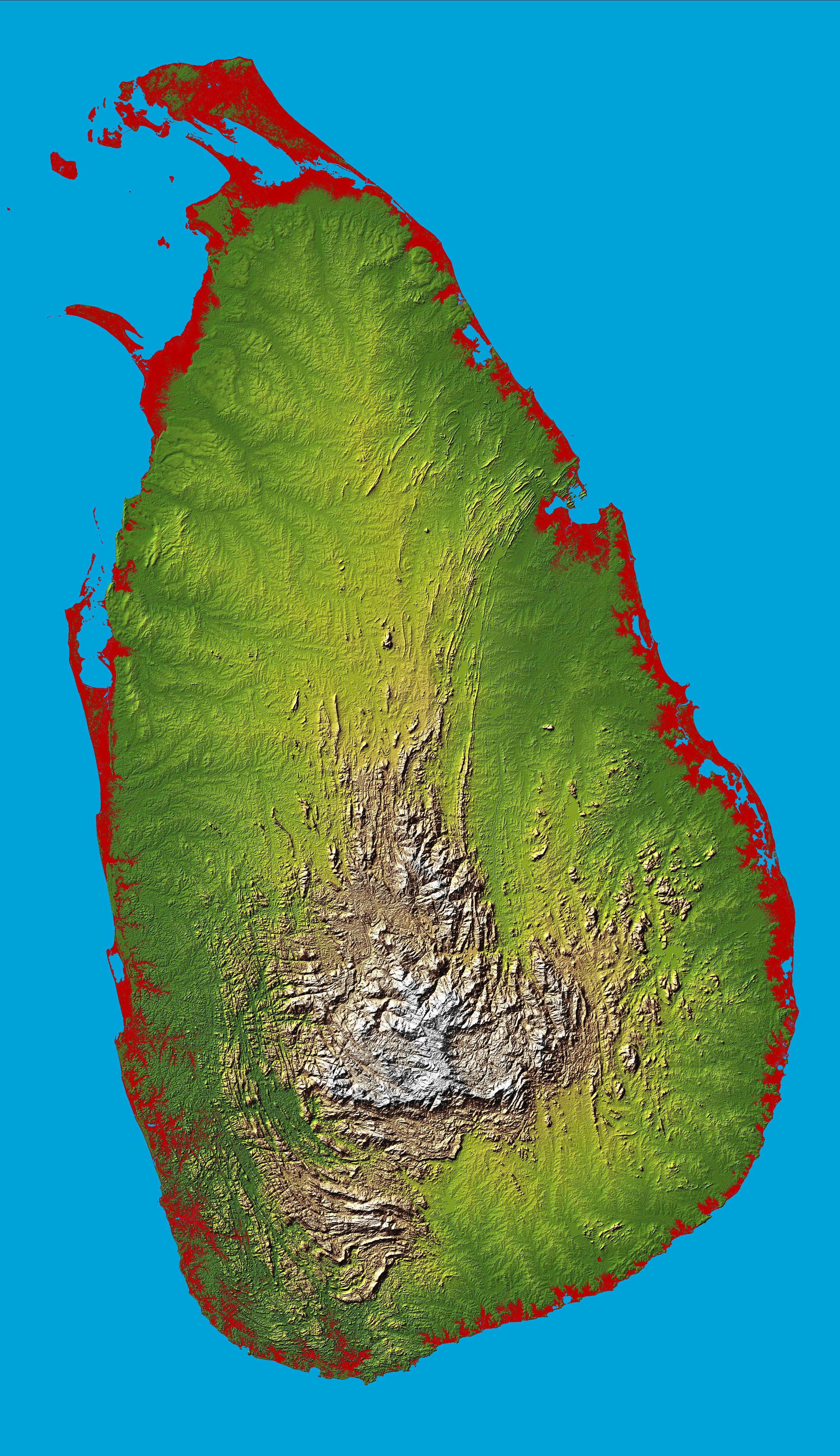
Гіпсометрична карта Шрі-Ланки
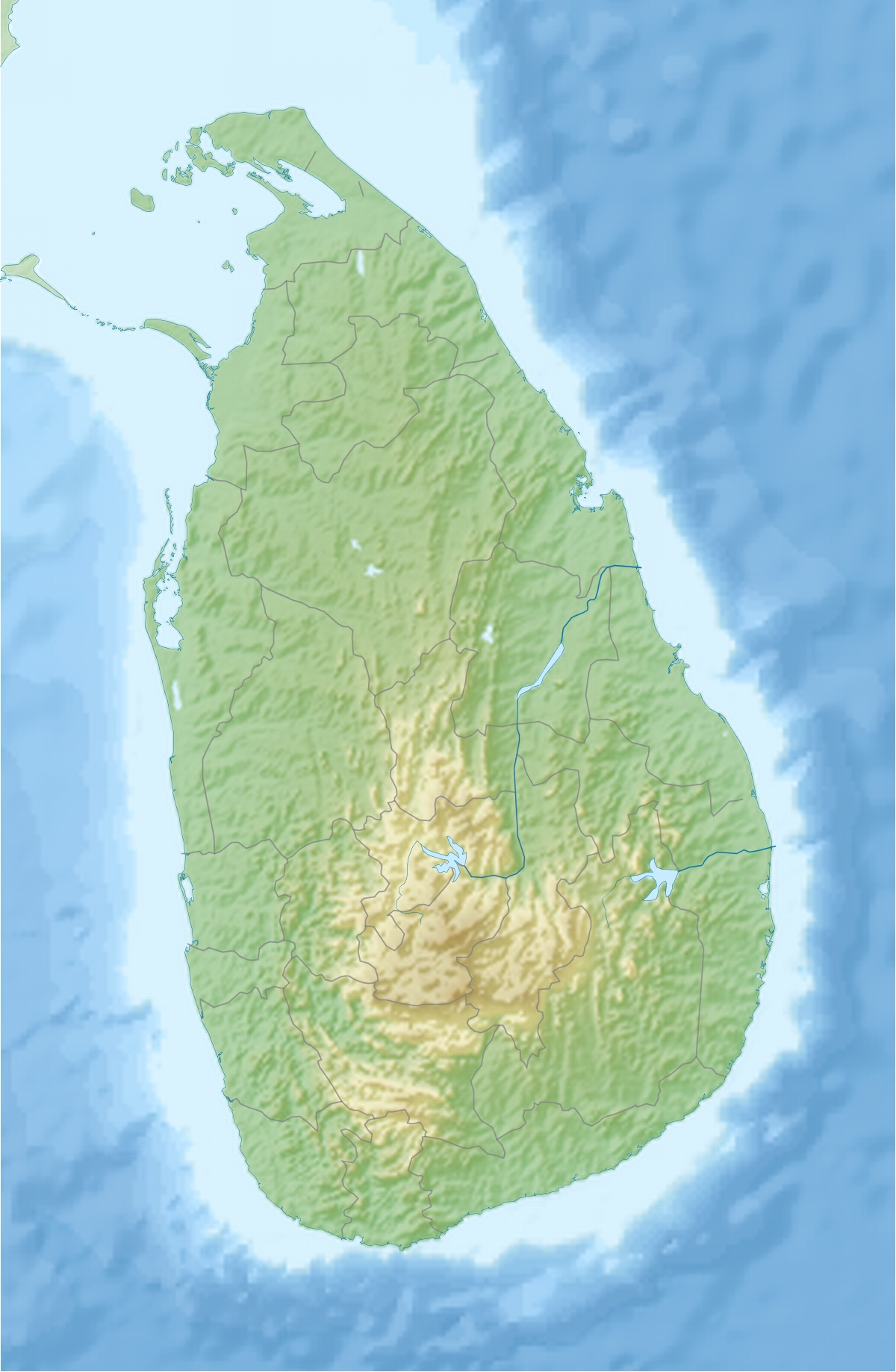
Рельєф Шрі-Ланки
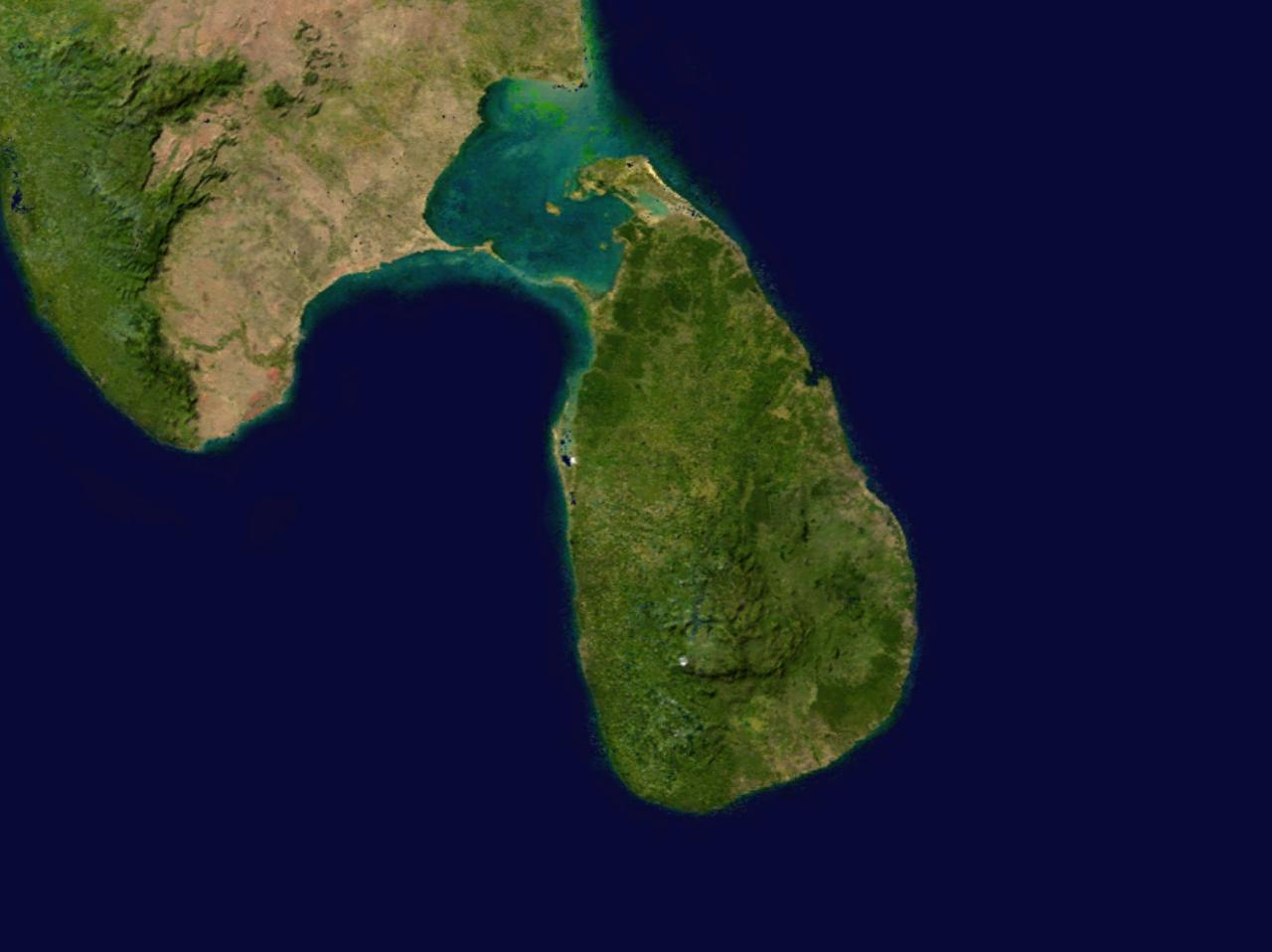
Супутниковий знімок поверхні країни
Карта країни (англ.)Карта країни (англ.)

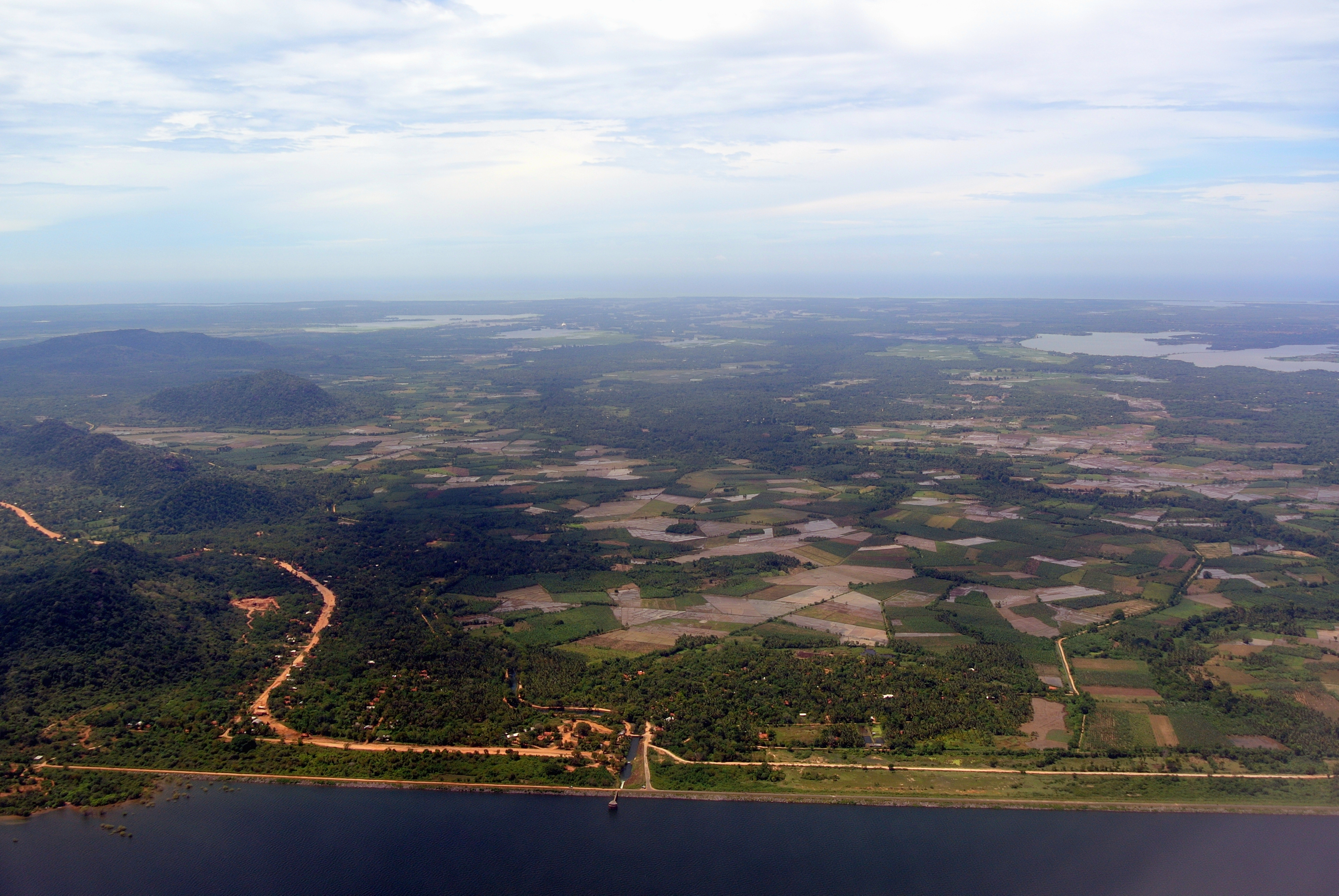
Прибережні низовини
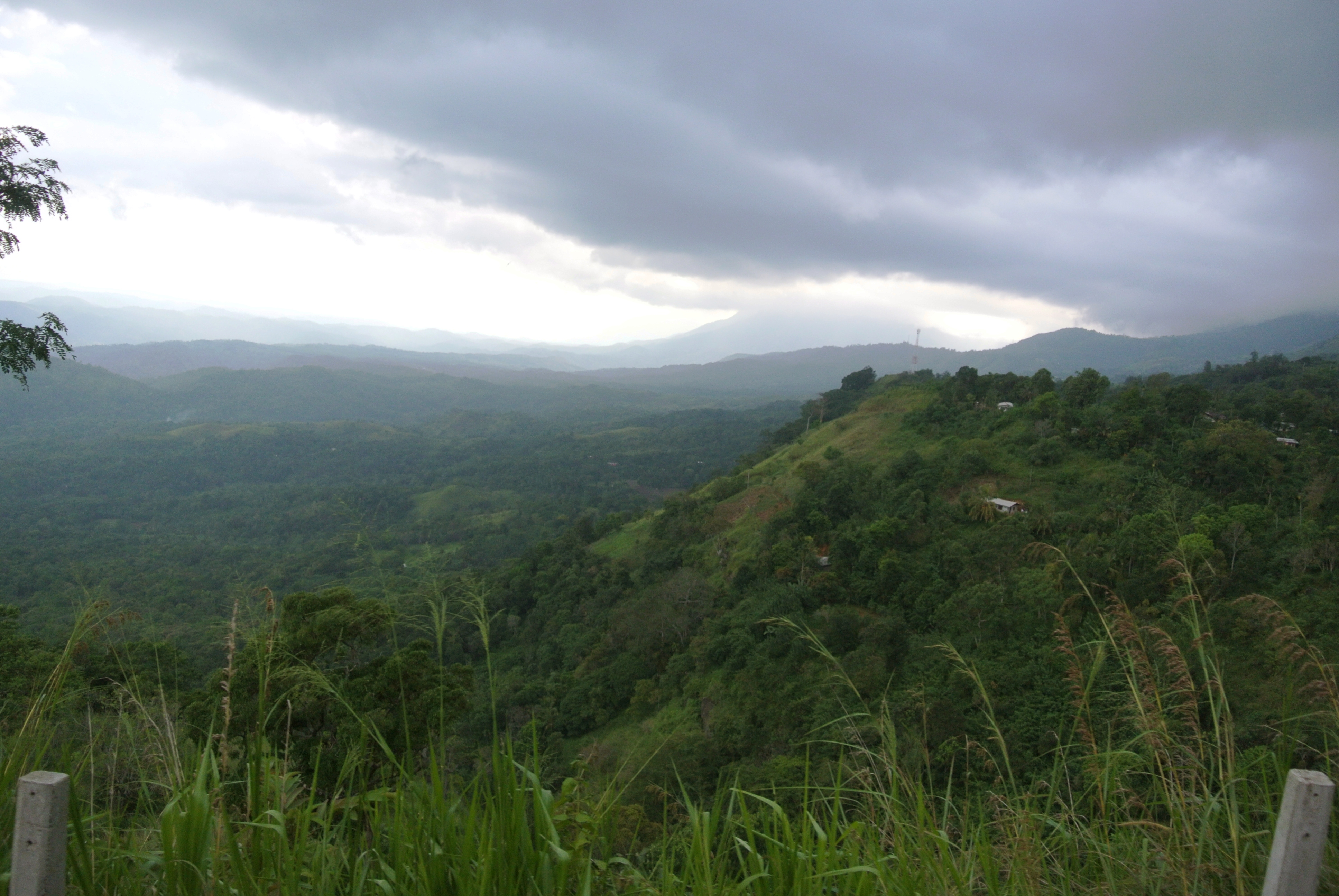
Центральне нагір'я
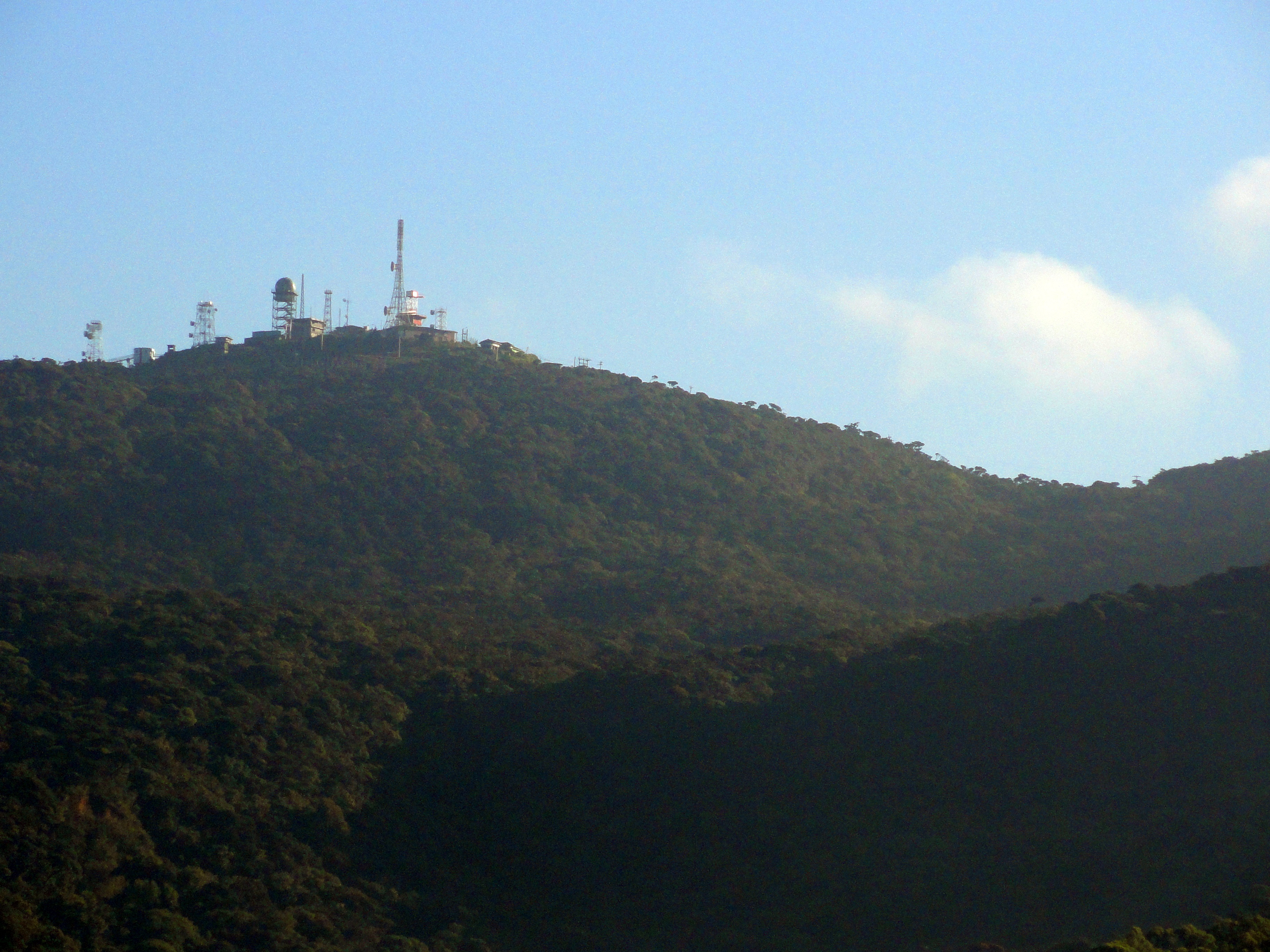
Гора Підуруталагала

### Узбережжя
Майже все узбережжя острова складається з піщаних пляжів.

### Острови
Крім головного острова Шрі-Ланка до складу держави входять дрібніші острови: Манар (126,46 км²), Веланай (64 км²), Делфт (47,17 км²), Карайтіву (22,95 км²), Пункудутіву (22,56 км²), Мандайтіву (7,56 км²), Буффало (5,02 км²), Аналайтіву (4,82 км²), Найінатіву (4,22 км²), Норт-Іранайтіву (4,22 км²), Палайтіву (1,81 км²), Саут-Іранайтіву (1,71 км²) та інші.
Адамів міст — ланцюжок островів у Полкській протоці — колись повністю з'єднував Шрі-Ланку з материком, але, за даними літописів, був зруйнований землетрусом близько 1481 року.

## Клімат
Територія Шрі-Ланки лежить у субекваторіальному кліматичному поясі, південь — у екваторіальному. Влітку переважають екваторіальні повітряні маси, взимку — тропічні. Влітку вітри дмуть від, а взимку до екватора. Сезонні амплітуди температури повітря незначні, на півдні майже непомітні, зимовий період не набагато прохолодніший за літній. У літньо-осінній період з морів та океанів часто надходять руйнівні тропічні циклони.

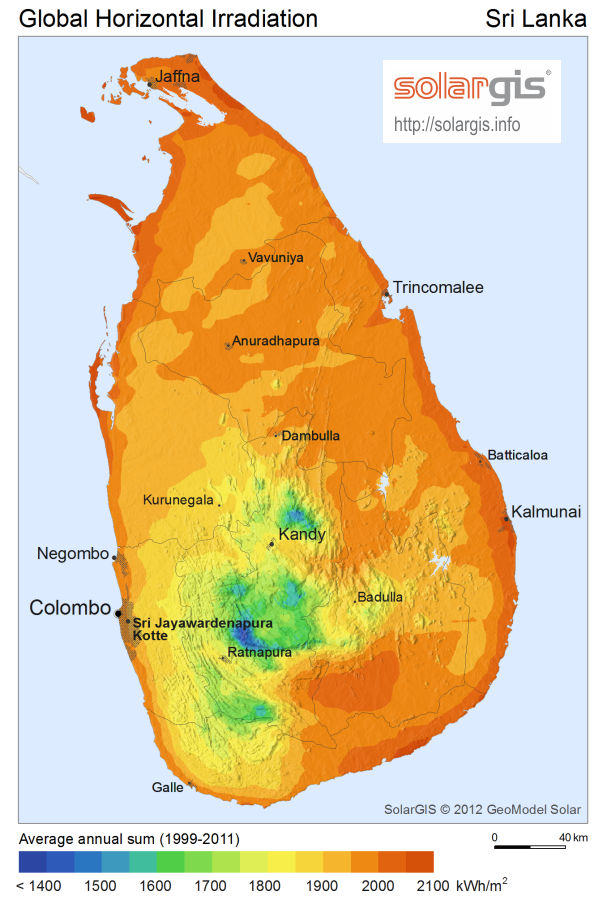
Сонячна радіація (англ.)
Кліматична карта Шрі-Ланки (за Кеппеном)

Північно-східний мусон триває з жовтня по березень, південно-західний — з червня по жовтень. Найінтенсивніші дощі на південно-західних схилах гір в період з травня або червня по жовтень. У цей час там кількість опадів на місяць може досягати 2500 мм. З грудня по березень мусонні вітри прибувають з протилежного напрямку (з Бенгальської затоки), приносячи близько 1250 мм опадів на місяць.
Найнижчі середні температури в центральній гірській місцевості (16°С), а найвищі на північно-східному узбережжі (32°С), де температура може досягати 38°С. Середня річна температура по країні — від 28 до 30°С.
Більш висока вологість спостерігається в південно-західних районах і в гірській місцевості. Наприклад, в Коломбо вологість перевищує 70 %, а під час мусонів досягає 90 % у липні. В Анурадхапура вологість вдень нижче 60 %, а в листопаді та грудні досягає 80 %.
Шрі-Ланка є членом Всесвітньої метеорологічної організації (WMO), в країні ведуться систематичні спостереження за погодою.

## Внутрішні води
Землеробство на більшій частині території Шрі-Ланки, за винятком південного заходу, потребує зрошення, для чого широко використовуються річки. Ще в глибоку давнину жителі острова споруджували водосховища і воду по каналах відводили на поля. Зараз стара іригаційна мережа відновлюється, створюються нові гідроспоруди. Загальні запаси відновлюваних водних ресурсів (ґрунтові і поверхневі прісні води) становлять 52,8 км³. Станом на 2012 рік в країні налічувалось 5,7 тис. км² зрошуваних земель.

Гідрографічна мережа Шрі-ЛанкиГідрографічна мережа Шрі-Ланки
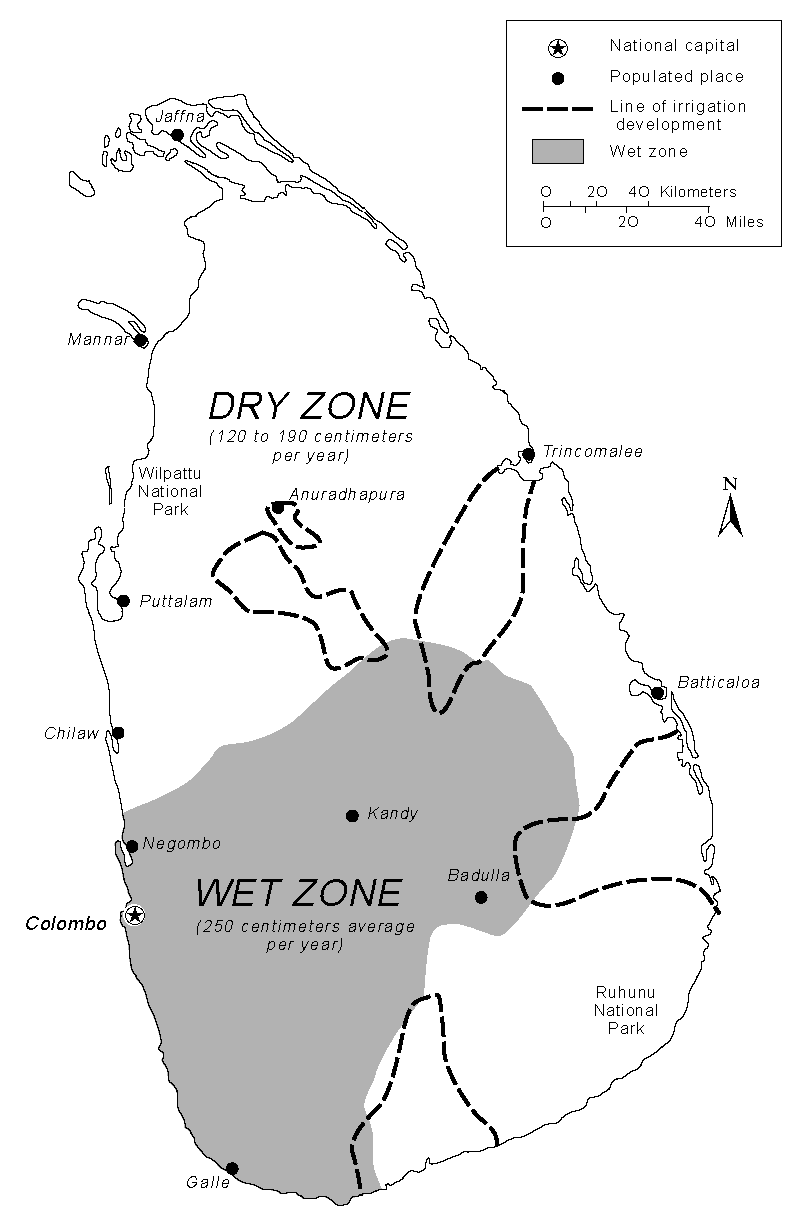
Регіони достатнього зволоження і зони іригації
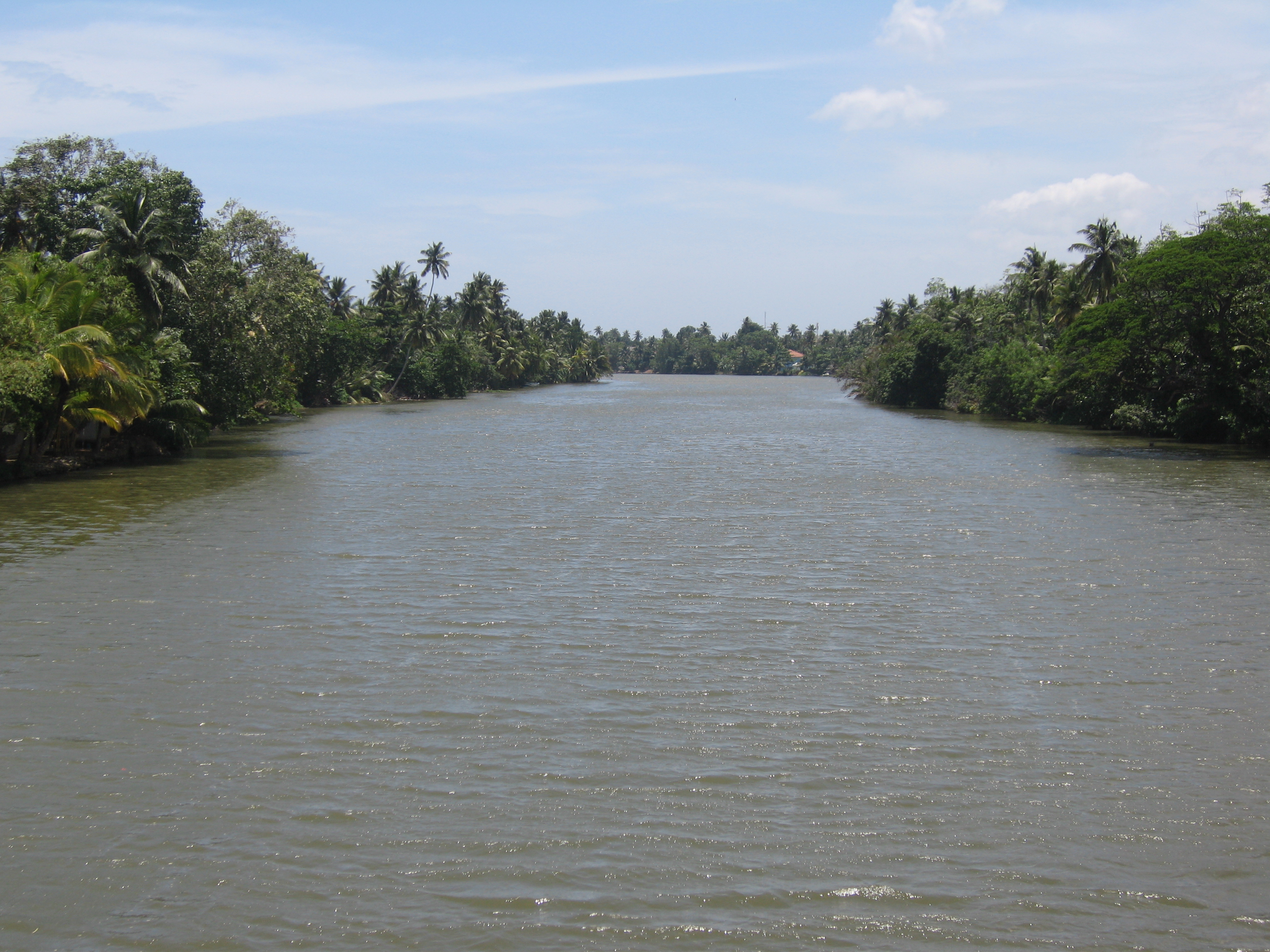
Річка Нілвала
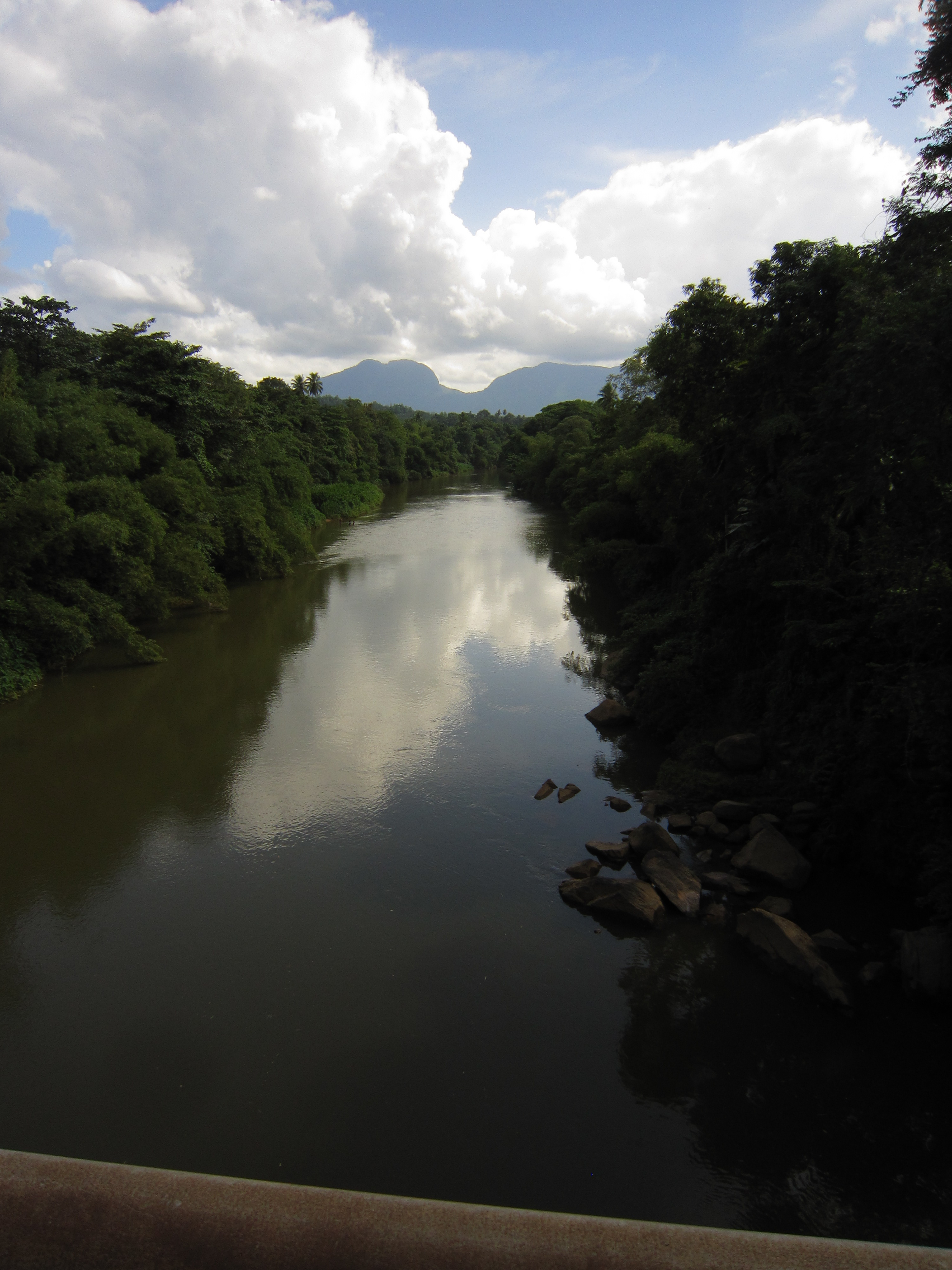
Річка Калу

### Річки
Річки країни належать басейну Індійського океану. Річки Шрі-Ланки в основному короткі, вони беруть початок на Центральному масиві й у верхніх ділянках мають швидку течію. Парангі, Аруві, Мі, Калу, Келані і Махаоя течуть до західного берега, Валаве і Нілвала — до південного, Гал і Ян — до східного. Найдовша річка Махавелі починається на південному заході Центрального масиву і досягає узбережжя південніше Тринкомалі на північному сході країни.

## Ґрунти
У вологій зоні, як на низовинах, так і в горах, поширені червоно-жовті ґрунти. Як і багато інших типів ґрунтів у вологих тропіках, вони малородючі. Однак на них успішно виростають такі культури, як чай, каучуконоси і кокосова пальма, особливо при внесенні добрив. Різновид червоно-жовтих ґрунтів представлений в улоговині Ува. На більш крутих схилах гір ґрунти малопотужні, недостатньо розвинуті, за складом часто подібні до невивітрюваного матеріалу корінних порід. Великі низовини центрально-північної і південно-східної частин сухої зони зайняті найбільш продуктивними в тропіках червоно-бурими ґрунтами, але вони погано утримують вологу і важко піддаються обробці. На осадових породах у північно-західних районах Шрі-Ланки формуються малородючі пухкі латосоли; їхній специфічний різновид представлений на вапняках півострова Джафна. У східній частині сухої зони розвинуті вилужені малородючі коричневі ґрунти.

## Рослинність
Рослинність низовин вологої зони і прилеглих гір у значній мірі зведена господарською діяльністю людини. Ці області колись були покриті густими вологими тропічними лісами, які вище по схилах змінювалися гірськими вічнозеленими лісами; проте такі спільноти збереглися тільки на природних територіях, що охороняються. На низовинах сухої зони лісу вони зазнали шкоди в результаті господарської діяльності людини, але місцями вони ще збереглися у вигляді змішаних вічнозелених спільнот ксерофітного типу. Посушливі височини в провінції Ува частково зайняті вторинними злаками. На північному заході і південному сході низовин сухої зони вцілілі ліси переродилися в бідні види заростей колючих чагарників.
Земельні ресурси Шрі-Ланки (оцінка 2011 року):
- придатні для сільськогосподарського обробітку землі — 43,5 %,
  - орні землі — 20,7 %,
  - багаторічні насадження — 15,8 %,
  - землі, що постійно використовуються під пасовища — 7 %;
- землі, зайняті лісами і чагарниками — 29,4 %;
- інше — 27,1 %[1].

## Тваринний світ
У зоогеографічному відношенні територія країни відноситься до Індійської провінції Індійсько-Індокитайської підобласті Індо-малайської області. Фауна Шрі-Ланки є багатою і включає ряд своєрідних видів. Чисельність великих тварин, особливо слонів, ведмедів і леопардів, неухильно скорочується у зв'язку з розширенням сільськогосподарських площ і вирубкою лісів. У країні представлені багато видів змій, крокодилів і ящірок. Острів так само є місцем сезонної зимівлі для багатьох видів птахів, наприклад, фламінго, які гніздяться в лагунах і в низовинах, а також в спеціально створених заповідниках. Найкращий час для спостереження за птахами — з січня по квітень.

## Охорона природи
Для охорони неповторних природних ландшафтів на острові створено понад десяток заповідних територій. Національний парк Сінхараджа, в якому на площі 8 тис. га представлені вологі тропічні ліси, частина яких взагалі не зазнала впливу людини і відрізняється високою різноманітністю флори і фауни, включений ЮНЕСКО до Списку всесвітньої культурної і природної спадщини. Інші відомі національні парки: Бундала, Гал-Оя, Вілпатту, Сінхараджа, Уда-Валаве, Яла.
Шрі-Ланка є учасником ряду міжнародних угод з охорони навколишнього середовища:
- Конвенції про біологічне різноманіття (CBD),
- Рамкової конвенції ООН про зміну клімату (UNFCCC),
- Кіотського протоколу до Рамкової конвенції,
- Конвенції ООН про боротьбу з опустелюванням (UNCCD),
- Конвенції про міжнародну торгівлю видами дикої фауни і флори, що перебувають під загрозою зникнення (CITES),
- Конвенції про заборону військового впливу на природне середовище (ENMOD),
- Базельської конвенції протидії транскордонному переміщенню небезпечних відходів,
- Конвенції з міжнародного морського права,
- Монреальського протоколу з охорони озонового шару,
- Міжнародної конвенції запобігання забрудненню з суден (MARPOL),
- Рамсарської конвенції із захисту водно-болотних угідь[16].

Урядом країни підписана, але не ратифікована міжнародна Конвенція з охорони морських быологічних ресурсів.

## Стихійні лиха та екологічні проблеми
На території країни спостерігаються небезпечні природні явища і стихійні лиха: нечасті тропічні циклони і торнадо.
Серед екологічних проблем варто відзначити:
- знеліснення;
- ерозію ґрунтів;
- браконьєрство;
- зростаючу деградацію узбережж через розвиток гірничої промисловості;
- забруднення вод промисловими і побутовими стоками;
- відсутній менеджмент утилізації твердих побутових відходів;
- забруднення повітря в столиці транспортними засобами.

## Фізико-географічне районування
У фізико-географічному відношенні територію Шрі-Ланки можна розділити на _ райони, що відрізняються один від одного рельєфом, кліматом, рослинним покривом: .

### Українською
- Атлас світу / голов. ред. І. С. Руденко ; зав. ред. В. В. Радченко ; відп. ред. О. В. Вакуленко. — К. : ДНВП «Картографія», 2005. — 336 с. — ISBN 9666315467.
- Атлас. 7 клас. Географія материків і океанів / Укладачі О. Я. Скуратович, Н. І. Чанцева. — К. : ДНВП «Картографія», 2014.
- Бєлозоров С. Т. Географія материків. — К. : Вища школа, 1971. — 371 с.
- Барановська О. В. Фізична географія материків і океанів : навч. посіб. для студентів ВНЗ : [у 2 ч.]. — Н. : Ніжинський державний університет ім. Миколи Гоголя, 2013. — 306 с. — ISBN 978-617-527-106-3.
- Шрі-Ланка // Гірничий енциклопедичний словник : [у 3-х тт.] / за ред. В. С. Білецького. — Д. : Східний видавничий дім, 2004. — Т. 3. — 752 с. — ISBN 966-7804-78-X.
- Дубович І. А. Країнознавчий словник-довідник. — 5-те вид., перероб. і доп. — К. : Знання, 2008. — 839 с. — ISBN 978-966-346-330-8.
- Панасенко Б. Д. Фізична географія материків : навч. посіб. : в 2 ч. — В. : ЕкоБізнесЦентр, 1999. — 200 с.
- Фізична географія материків та океанів : підруч. для студ. вищ. навч. закл. : у 2 т / за ред. П. Г. Шищенка. — К. : Видавництво Київського нац. ун-т ім. Т. Шевченка, 2009. — Т. 1. : Азія. — 643 с. — ISBN 978-966-439-257-7.
- Юрківський В. М. Регіональна економічна і соціальна географія. Зарубіжні країни: Підручник. — 2-ге. — К. : Либідь, 2001. — 416 с. — ISBN 966-06-0092-5.

### Англійською
- (англ.) Graham Bateman. The Encyclopedia of World Geography. — Andromeda, 2002. — 288 с. — ISBN 1871869587.
- (англ.) G. H. Peiris. Development and change in Sri Lanka : geographical perspectives. — New Delhi : Macmillan India Ltd, 1996. — 370 с. — ISBN 0-333-92431-2.
- (англ.) T. Somasekaram. Arjuna's atlas of Sri Lanka. — Dehiwala, Sri Lanka : Arjuna Consulting Co. Ltd, 1997. — 220 с. — ISBN 955-927606-9.
- (англ.) The National atlas of Sri Lanka. — Colombo : Survey Department Sri Lanka, 2007. — 243 с. — ISBN 978-955-905904-2.

### Російською
- (рос.) Авакян А. Б., Салтанкин В. П., Шарапов В. А. Водохранилища. — М. : Мысль, 1987. — 326 с. — (Природа мира)
- (рос.) Алисов Б. П., Берлин И. А., Михель В. М. Курс климатологии [в 3-х тт.] / под. ред. Е. С. Рубинштейна. — Л. : Гидрометиздат, 1954. — Т. 3. Климаты земного шара. — 320 с.
- (рос.) Апродов В. А. Вулканы. — М. : Мысль, 1982. — 368 с. — (Природа мира)
- (рос.) Апродов В. А. Зоны землетрясений. — М. : Мысль, 2010. — 462 с. — (Природа мира) — ISBN 978-5-244-01122-7.
- (рос.) Бонифатьева Л. И., Сучков И. В. Шри-Ланка. — М. : Мысль (видавництво), 1985. — (У карты мира)
- (рос.) Букштынов А. Д., Грошев Б. И., Крылов Г. В. Леса. — М. : Мысль, 1981. — 316 с. — (Природа мира)
- (рос.) Власова Т. В. Физическая география материков. С прилегающими частями океанов. Евразия, Северная Америка. — 4-е, перераб. — М. : Просвещение, 1986. — 417 с.
- (рос.) Гвоздецкий Н. А. Карст. — М. : Мысль, 1981. — 214 с. — (Природа мира)
- (рос.) Гвоздецкий Н. А., Голубчиков Ю. Н. Горы. — М. : Мысль, 1987. — 400 с. — (Природа мира)
- (рос.) Географический энциклопедический словарь: географические названия / под. ред. А. Ф. Трёшникова. — 2-е изд., доп. — М. : Советская энциклопедия, 1989. — 585 с. — ISBN 5-85270-057-6.
- (рос.) Исаченко А. Г., Шляпников А. А. Ландшафты. — М. : Мысль, 1989. — 504 с. — (Природа мира) — ISBN 5-244-00177-9.
- (рос.) Каплин П. А., Леонтьев О. К., Лукьянова С. А., Никифоров Л. Г. Берега. — М. : Мысль, 1991. — 480 с. — (Природа мира) — ISBN 5-244-00449-2.
- (рос.) Словарь современных географических названий / под общей редакцией акад. В. М. Котлякова. — Екатеринбург : У-Фактория, 2006.
- (рос.) Литвин В. М., Лымарев В. И. Острова. — М. : Мысль, 2010. — 288 с. — (Природа мира) — ISBN 978-5-244-01129-6.
- (рос.) Лобова Е. В., Хабаров А. В. Почвы. — М. : Мысль, 1983. — 304 с. — (Природа мира)
- (рос.) Максаковский В. П. Географическая картина мира. Книга I: Общая характеристика мира. — М. : Дрофа, 2008. — 495 с. — ISBN 978-5-358-05275-8.
- (рос.) Максаковский В. П. Географическая картина мира. Книга II: Региональная характеристика мира. — М. : Дрофа, 2009. — 480 с. — ISBN 978-5-358-06280-1.
- (рос.) Шрі-Ланка // Поспелов Е. М. Топонимический словарь. — М. : АСТ, 2005. — 229 с. — ISBN 5-17-016407-6.
- (рос.) Пфеффер П. Азия. — М. : Прогресс, 1982. — 316 с. — (Континенты, на которых мы живем)
- (рос.) География / под ред. проф. А. П. Горкина. — М. : Росмэн-Пресс, 2006. — 624 с. — (Современная иллюстрированная энциклопедия) — ISBN 5-353-02443-5.
- (рос.) Физико-географический атлас мира. — М. : Академия наук СССР и Главное управление геодезии и картографии ГУГК СССР, 1964. — 298 с.
- (рос.) Энциклопедия стран мира / глав. ред. Н. А. Симония. — М. : НПО «Экономика» РАН, отделение общественных наук, 2004. — 1319 с. — ISBN 5-282-02318-0.